# Lisztomanie

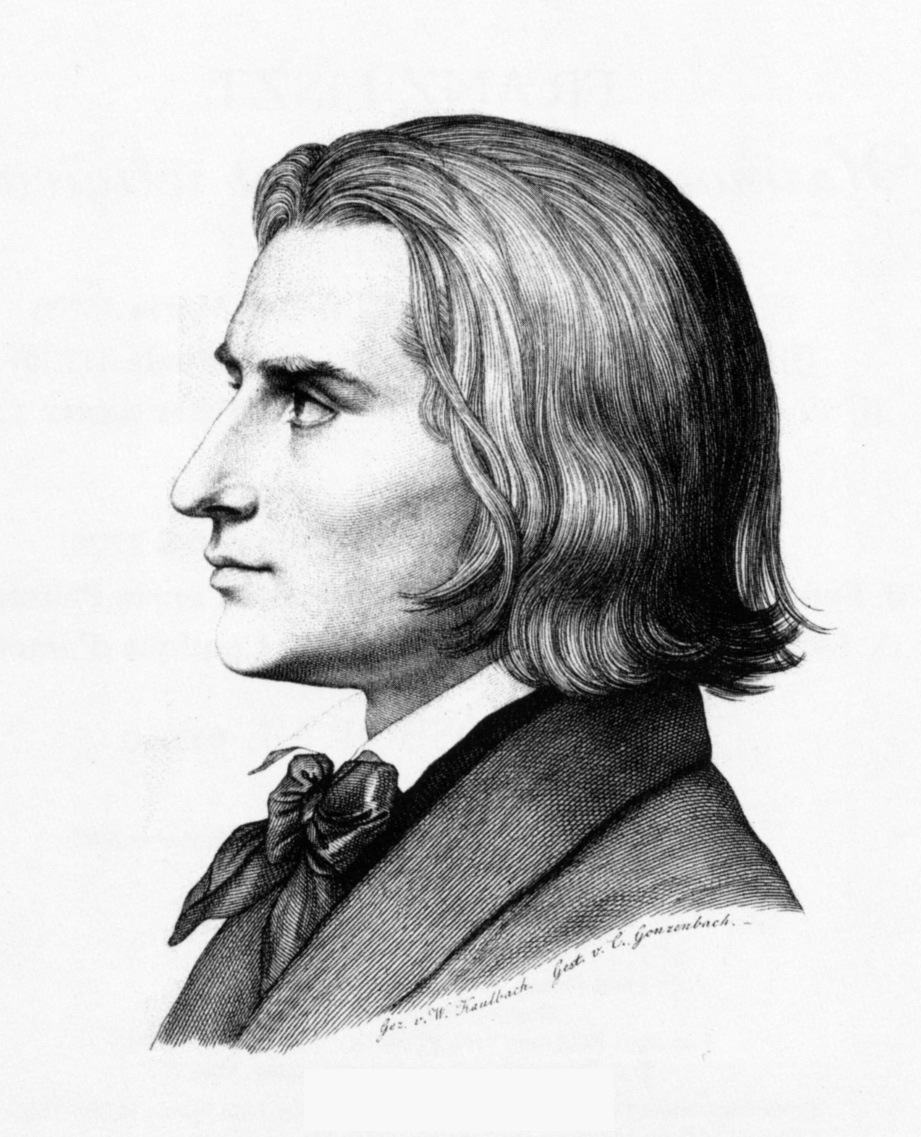
Liszt en 1843

La lisztomanie (en anglais : Lisztomania) est la frénésie intense éprouvée par les admirateurs de Franz Liszt lors de ses performances. Cette frénésie s'est produite pour la première fois à Berlin en 1841 et le terme a ensuite été inventé par Heinrich Heine dans un feuilleton qu'il a écrit le 25 avril 1844 au sujet de la saison de concerts parisiens de 1844.
La lisztomanie était caractérisée par des niveaux d'hystérie intense affichée par les admirateurs, semblables au traitement des musiciens célèbres aujourd'hui, mais à une époque qui n'était pas connue pour une telle excitation musicale.

## Contexte
Franz Liszt, pianiste virtuose qui se produit en concert depuis l'âge de onze ans, commence en 1839 une vaste tournée européenne, qu'il poursuit pendant huit années. Cette période est la plus brillante dans sa carrière de pianiste de concert, il reçoit de nombreux honneurs et est l'objet d'une véritable adulation. Les érudits ont qualifié ces années de période « d'exécution transcendantale » pour Liszt. C'est au cours de cette période que l'on recense les premiers cas de réactions intenses de ses admirateurs, qualifiés de « lisztomanie ».
Liszt arrive à Berlin vers Noël 1841 et la nouvelle de son arrivée se répand rapidement. Cette nuit-là, un groupe de trente étudiants lui interprète sa chanson Rheinweinlied en guise de sérénade. Il donne plus tard son premier récital à Berlin le 27 décembre 1841, à l'académie de chant devant une foule enthousiaste. Cette performance marque le début de la lisztomanie, qui balayera toute l'Europe après 1842,.

## Caractéristiques
La lisztomanie est caractérisée par une réaction hystérique à Liszt et à ses concerts,. On rapporte que le jeu de Liszt élève l'humeur du public à un niveau d'extase mystique. Les admirateurs de Liszt se ruent sur lui, se disputant ses mouchoirs et ses gants. Ils portent son portrait sur des broches ou des camées,. Les femmes tentent d'obtenir des mèches de ses cheveux, et à chaque fois qu'il casse une corde de piano, des admirateurs essaient de l'obtenir pour en faire un bracelet. Certaines admiratrices portent même des fioles en verre dans lesquelles elles versent son marc de café. Selon un rapport :

« Liszt a un jour jeté un vieux mégot de cigare dans la rue sous les yeux attentifs d'une dame d'honneur éperdue, qui l'a ramassé du caniveau, l'a fait encapsuler dans un médaillon serti du monogramme F. L. en diamants, et vaquait à ses devoirs de cour sans se soucier de l'odeur écœurante qu'il dégageait. »

## Création et emploi du terme
C'est dans sa critique de la saison musicale de 1844, rédigée à Paris le 25 avril 1844, que l'écrivain Heinrich Heine emploie pour la première fois le terme « Lisztomania » pour décrire l'effusion d'émotion qui a accompagné Liszt et ses performances :

« Lorsqu'autrefois j'entendis parler des évanouissements qui éclatèrent en Allemagne et spécialement à Berlin, lorsque Liszt s'y montra, je haussai les épaules avec pitié et pensai : l'Allemagne sabbatique tranquille ne veut pas perdre l'occasion de faire le peu d'exercice nécessaire qui lui est permis… Dans leur cas, pensai-je, c'est une question de spectacle pour le spectacle… Ainsi j'ai expliqué cette Lisztomanie, et je l'ai considérée comme un signe des conditions politiquement non libres existant au-delà du Rhin. Pourtant, je me suis trompé, après tout, et je ne l'ai remarqué que la semaine dernière, à l'Opéra italien, où Liszt a donné son premier concert… Ce n'était vraiment pas un public berlinois germaniquement sentimental, devant lequel Liszt a joué, tout à fait seul, ou plutôt accompagné uniquement de son génie. Et pourtant, combien convulsivement sa seule apparence les affectait ! Comme les applaudissements qui ont sonné à sa rencontre étaient bruyants ! Une véritable folie, du jamais vu dans les annales de l'adulation ! »

Le musicologue Dana Gooley soutient que l'utilisation par Heine du terme Lisztomania n'a pas été utilisée de la même manière que celui de Beatlemania pour décrire l'intense émotion générée envers les Beatles au xxe siècle. En effet, Lisztomania avait beaucoup plus d'emphase médicale parce que le terme « manie » était un terme beaucoup plus fort dans les années 1840 ; au xxe siècle, la « manie » pouvait faire référence à quelque chose d'aussi bénin qu'un engouement pour une nouvelle mode. La lisztomanie était considérée par certains comme une véritable maladie contagieuse et les critiques recommandaient des mesures pour immuniser le public.
Certains critiques de l'époque pensaient que la lisztomanie, ou « la fièvre de Liszt » (en anglais : Liszt fever), comme on l'appelait parfois, était principalement le reflet des attitudes des Berlinois et des Allemands du Nord et que les villes du sud de l'Allemagne n'auraient pas de tels épisodes de lisztomanie en raison de la différence de constitutions de la population. Comme un rapport l'a déclaré dans un journal de Munich en 1843 :

« La fièvre de Liszt, une contagion qui éclate dans toutes les villes visitées par notre artiste, et que ni l'âge ni la sagesse ne peuvent protéger, semble n'apparaître ici que sporadiquement, et les cas asphyxiants tels qu'ils se sont si souvent produits dans les capitales du Nord n'ont rien à craindre de nos habitants, avec leurs fortes constitutions. »

## Causes
Il n'y avait aucune cause connue pour lisztomanie, mais il y avait des tentatives pour expliquer la condition. Heine a tenté d'expliquer la cause de la lisztomanie de la manière suivante :

« Quelle est la raison de ce phénomène ? La réponse à cette question appartient au domaine de la pathologie plutôt qu'à celui de l'esthétique. Un médecin, dont la spécialité est les maladies féminines, et à qui j'ai demandé de m'expliquer la magie que notre Liszt exerçait sur le public, souriait de la manière la plus étrange, et disait en même temps toutes sortes de choses sur le magnétisme, le galvanisme, l'électricité, la contagion de la salle close remplie d'innombrables bougies de cire et de plusieurs centaines d'êtres humains parfumés et en sueur, d'épilepsie historique, du phénomène de chatouillement, de cantharidine musicale, et d'autres choses scabreuses, qui, je crois, font référence aux mystères de la bona dea. Peut-être que la réponse à la question n'est pas enfouie dans de telles profondeurs aventureuses, mais flotte sur une surface très prosaïque. Il me semble parfois que toute cette sorcellerie s'explique par le fait que personne sur terre ne sait aussi bien organiser ses succès, ou plutôt leur « mise en scène », que notre Franz Liszt. »

Dana Gooley soutient que différentes personnes ont attribué la cause de la lisztomanie au public berlinois d'une manière différente en fonction de leurs tendances politiques de l'époque ; de plus, ceux qui avaient une vision progressiste des affaires pensaient que l'effusion d'émotions par le public berlinois était en grande partie un effet secondaire de l'État répressif et censeur et que l'enthousiasme pour Liszt était « compensatoire, un substitut illusoire pour les Berlinois au manque d'implication et de participation à la vie publique ». La vision opposée de la lisztomanie était qu'il s'agissait d'une réponse à la grande bienveillance et à la charité de Liszt. Ce point de vue a été expliqué comme suit :

« La rhétorique politique optimiste et populaire de Frédéric-Guillaume IV, avec sa promesse de réformes sociales libérales, prédisposait le public berlinois à apprécier les divers gestes de Liszt en faveur de causes caritatives et humanitaires, qui voyait dans la bienveillance du compositeur des échos d'eux-mêmes et de leur monarque. Mais de manière significative, ils en ont trouvé la preuve non seulement dans ses dons. Son ouverture personnelle, son comportement envers le public et son style d'interprétation sont également devenus des emblèmes de la "charité". »

On suppose également qu'un facteur contributif à la lisztomanie était que Liszt, dans sa jeunesse, était connu pour être un bel homme.